# Filip Stoilović
Filip Stoilović (11 de octubre de 1992) es un jugador profesional de voleibol serbio, juego de posición punta-receptor. 

## Palmarés

### Clubes
Copa de Serbia:
- 2009, 2011, 2013, 2014

Campeonato de Serbia:
- 2012, 2013, 2014, 2015
- 2010
- 2011

Supercopa de Serbia:
- 2011, 2012, 2013, 2014

Copa de Francia:
- 2017

Campeonato de República Checa:
- 2021

### Selección nacional
Campeonato Mundial Sub-23:
- 2013

## Premios individuales
- 2013: Mejor punta-receptor Campeonato Mundial Sub-23